# Salão do Automóvel de Frankfurt

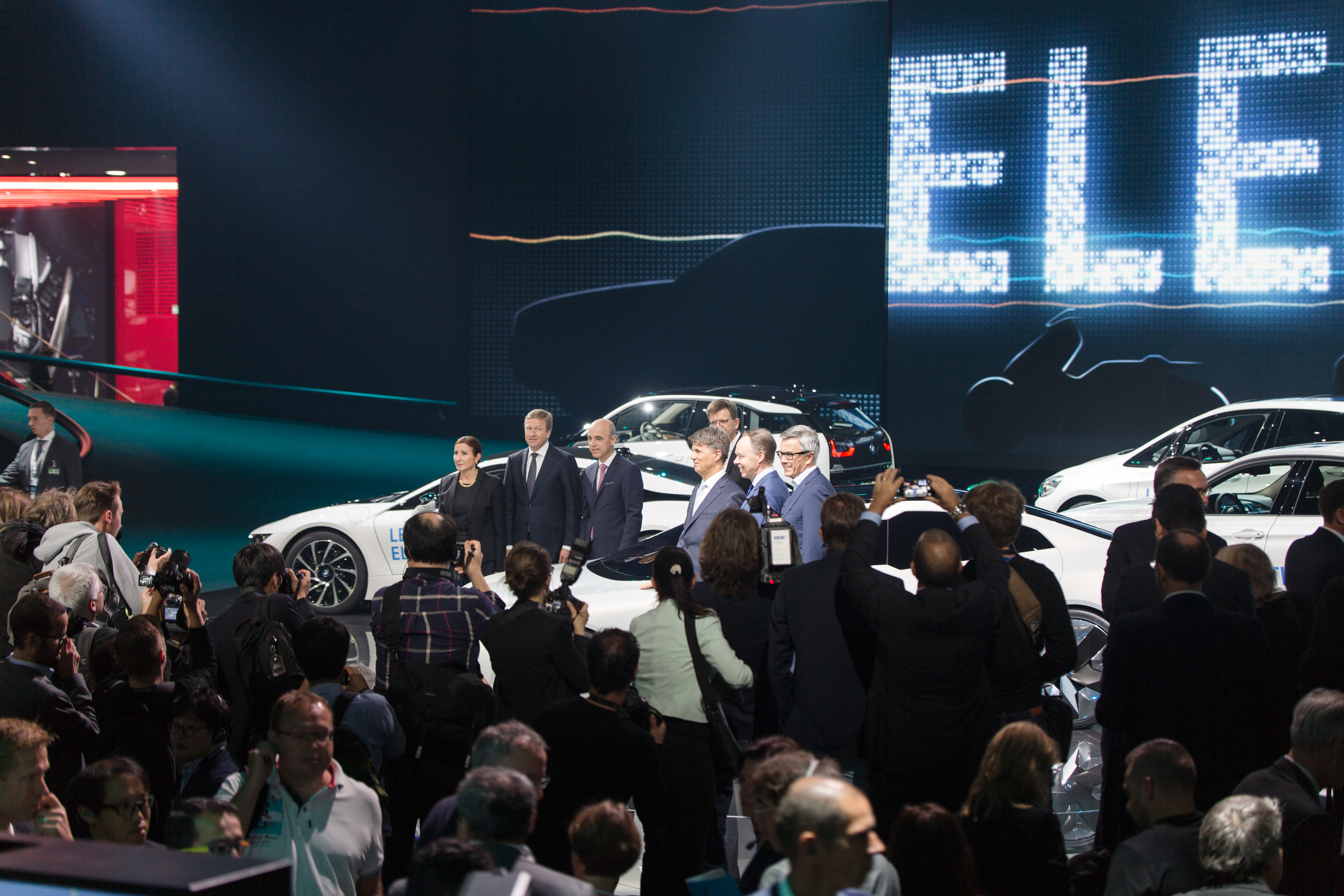
Conferência de imprensa BMW.

O Salão do Automóvel de Frankfurt (Internationale Automobil-Ausstellung - IAA) é uma das maiores exposições da indústria automobilística do mundo. O evento é promovido pela Verband der Automobilindustrie (VDA) (Associação da Indústria Automóvel Alemã). 
Foi realizado em Frankfurt am Main, de 1951 até 2019 e a partir de 2021 será realizado em Munique. Nos anos pares a exposição tem uma edição focada em veículos comerciais (caminhões, ônibus e algumas vans), sendo realizado na cidade de Hanôver.

## Mudança paraMunique
Houve vários motivos para mudança de cidade: Preço alto para o aluguel do espaço de Frankfurt para cada marca, alto custo para contrato de profissionais (secretários, atendentes, concessionários e etc.) para cada marca, preço alto para montar as estruturas do estande, queda de visitantes nas últimas edições e o escândalo Dieselgate em 2015.
Porém, antes da escolha de Munique para as futuras edições do IAA, houve uma votação em 29 de janeiro de 2020 sobre às cidades que concorriam à realização do salão, que eram 7: Berlim, Colônia, Munique, Stuttgart, Frankfurt am Main (de novo), Hamburgo e Hanôver.
Cada cidade tinha que criar um novo formato para o salão, no qual a cidade com a melhor proposta ganharia o direito do salão. A final ficou entre Berlim, Hamburgo e Munique, no qual ganhou a votação para realizar o evento a partir de 2021.